# Nina Godiwalla
Nina Godiwalla est une journaliste américaine. Elle a travaillé pour The Wall Street Journal, The Washington Post et Houston Chronicle. Elle est l'auteur de Suits: A Woman on Wall Street.

## Biographie
Nina Godiwalla naît et grandit au Texas. Elle obtient un Bachelor of Business Administration de l'Université du Texas à Austin, une maîtrise en administration des affaires de la Wharton School et une maîtrise universitaire ès lettres du Dartmouth College. Elle effectue un stage chez JPMorgan, puis dans la banque d'investissement Morgan Stanley, qui l'engage comme analyste.
Elle est l'auteur de Suits: A Woman on Wall Street, publié en février 2011.

## Ouvrage
- (en) Suits : A Woman on Wall Street, Atlas Books, 2011, 352 p. (ISBN 9781934633953)